# HMS Atheling (D51)
HMS Atheling (D51), nguyên là tàu sân bay hộ tống USS Glacier (CVE-33) thứ hai (ký hiệu lườn ban đầu AVG-33 và sau đó là ACV-33) của Hải quân Hoa Kỳ thuộc lớp Bogue, được chuyển cho Hải quân Hoàng gia Anh Quốc.
Glacier được đặt lườn vào ngày 9 tháng 6 năm 1942 tại xưởng đóng tàu của hãng Seattle-Tacoma Shipbuilding Corporation tại Tacoma, Washington theo hợp đồng với Ủy ban Hàng hải Hoa Kỳ, được hạ thủy vào ngày 7 tháng 9 năm 1942, được đỡ đầu bởi Bà Richard P. Luker, và đưa vào hoạt động ngày 12 tháng 7 năm 1943 dưới quyền chỉ huy của Trung tá Hải quân Ward C. Gilbert. Nó được xếp lại lớp với ký hiệu CVE-33 vào ngày 15 tháng năm 1943.
Glacier được chuyển cho Anh Quốc tại Vancouver, British Columbia vào ngày 31 tháng 7 năm 1943 theo chương trình Cho thuê-cho mượn, và được đổi tên thành HMS Atheling (D51), và đã phục vụ trong Chiến tranh Thế giới thứ hai như một chiếc thuộc lớp Ameer.
Sau chiến tranh Atheling được đưa trở về Norfolk, Virginia vào ngày 6 tháng 12 năm 1946 để hoàn trả cho Hoa Kỳ. Tên của nó được rút khỏi danh sách Đăng bạ Hải quân ngày 7 tháng 2 năm 1947, và nó được bán cho hãng National Bulk Carriers, Inc. vào ngày 26 tháng 11 năm 1947 để cải biến cho hoạt động hàng hải dân sự dưới tên gọi Roma. Nó được tháo dỡ tại Ý vào tháng 11 năm 1967.